# 埃斯特万·格拉内罗
埃斯特万·格拉内罗·莫利纳（Esteban Granero Molina，1987年7月2日—）是一名西班牙足球運動員，擔任中場，现效力于西班牙足球乙二级联赛球队馬貝拉。
格尼路是西甲豪門皇家馬德里的青訓球員，曾效力皇馬的C隊和B隊（卡斯蒂尼亞）。外借至基達菲期間表現出色，在2008年7月13日正式轉會至基達菲。2009年再次加盟皇家馬德里。

## 外部連結
- EstebanGranero.Net
- 西甲 格尼路數據[永久] （西班牙文）
- La Liga review （页面存档备份，存于）